# Iochroma umbellatum
Iochroma umbellatum é uma espécie de plantas com flor da família Solanaceae.